# ويليام أ. فولي
ويليام أ. فولي (بالإنجليزية: William A. Foley)‏ هو لغوي وأستاذ جامعي أمريكي، ولد في 21 أبريل 1949 في الولايات المتحدة.